# Cribrina
Cribrina is een geslacht van zeeanemonen uit de familie van de Actiniidae.

## Soorten
- Cribrina chlorospilota Brandt, 1835
- Cribrina japonica Wassilieff, 1908